# Dibole jezik
Dibole jezik (ISO 639-3: bvx;  babole, južni bomitaba), sjeverozapadni bantu jezik iz zone C, velika nigersko-kongoanska porodica, kojim govori oko 4 000 (1989 SIL), od ukupno 4-5 000 etničkih pripadnika. Govori se u 16 sela na sjeveroistoku Konga u distriktu Epena, regija Likouala.
Postoje tri dijalekta: sjeverni dibole (dzeke), centralni dibole (kinami) i južni Dibole (bouanila). zakeddno s jezicima bomitaba [zmx], bongili [bui], mbati [mdn], ngundi [ndn] i pande [bkj] čini podskupinu ngundi (C.20). 

## Vanjske poveznice
- Ethnologue (14th)
- Ethnologue (15th)